# Apakuki Maʻafu
Apakuki Maʻafu (ur. 10 marca 1987) – tongański rugbysta grający w formacji ataku, reprezentant kraju zarówno w wersji piętnasto-, jak i siedmioosobowej.

## Kariera klubowa
Podobnie jak bracia, Salesi i Campese, związany był z klubem West Harbour, w którym występował w zespołach juniorskich, a następnie seniorskich. W połowie maja 2008 roku zadebiutował w pierwszej drużynie w rozgrywkach Shute Shield, występował w niej również w kolejnym roku wraz z oboma braćmi.
W 2011 roku przeszedł do Eastern Suburbs, będąc członkiem składu również w kolejnych dwóch latach. Przed sezonem 2014 zmienił klub na Randwick, gdzie otrzymał w tym samym roku nagrodę dla najlepszego nowego zawodnika, dla klubu grał także w latach 2015 i 2016.
W inauguracyjnej edycji National Rugby Championship został przydzielony do zespołu NSW Country Eagles, w którym występował także w edycji 2016. Pod koniec 2016 roku podpisał krótkoterminowy kontrakt z grającym w RFU Championship klubem Jersey Reds.

## Kariera reprezentacyjna
W 2010 roku otrzymał powołanie do tongańskiej reprezentacji rugby 7, z którą wziął udział w zakończonych na trzeciej pozycji mistrzostwach Oceanii, a następnie wziął udział w turnieju rugby 7 na Igrzyskach Wspólnoty Narodów 2010.
Z piętnastoosobową kadrą Tonga A uczestniczył w Pacific Rugby Cup 2011, 2014, a jako kapitan w edycji 2015. W 2012 roku został powołany do pierwszej reprezentacji na tournée po Europie, gdzie zagrał przeciwko Newcastle Falcons. Występował także w innych meczach kadry narodowej, a w testmeczu zadebiutował podczas Pucharu Narodów Pacyfiku 2016.

## Varia
- Matka, Bulou Adi Kauata Arieta Nacagilevu Maʻafu, pochodzi z Tavuki na Kadavu, ojciec zaś, George Maʻafu, z Tonga, które reprezentował w rugby[46][47][48].
- Jego dwaj bracia również grają w rugby union, także na poziomie reprezentacyjnym – Salesi dla Australii, zaś Campese dla Fidżi[47][49].
- Ich kuzynem jest inny reprezentant Australii, Tatafu Polota-Nau, matka Maʻafu i ojciec Polota-Nau są bowiem rodzeństwem[50].
- Uczęszczał do Granville High School[34].